# Kanbun
Kanbun (寛文?) era una era japonesa (年号 'nengō'?, "nombre del año") después de Manji y antes de Enpō. Este período abarcó los años de abril de 1661 a septiembre de 1673. Los emperadores reinantes fueron Go-Sai-tennō (後西天皇?) y Reigen-tennō (霊元天皇?).

## Cambio de era
- 1661 Kanbun gannen (寛文元年?): El nuevo nombre de la era de Kanbun (que significa "Arte generoso") se creó para marcar una serie de desastres, incluido un gran incendio en el Palacio Imperial. La era anterior terminó y comenzó una nueva en Manji 4.

## Eventos de la eraKanbun
- 20 de marzo de 1662 (Kanbun 2, primer día del segundo mes): Hubo un violento terremoto en Heian-kyō que destruyó la tumba de Toyotomi Hideyoshi.[3]
- 1662 (Kanbun 2): el emperador Gosai ordenó a Tosa Hiromichi (土佐広通, 1599–1670), un discípulo de la escuela Tosa, que adoptara el nombre de Sumiyoshi (probablemente en referencia a un pintor del siglo XIII, Sumiyoshi Keinin 住吉慶忍), al asumir un puesto como pintor oficial para el Sumiyoshi Taisha 住吉大社.[4][5]
- 5 de marzo de 1663 (Kanbun 3, 26º día del primer mes): Go-sai abdicó en favor de su hermano menor, Satohito, de 10 años; y luego vivió en retiro completo hasta su muerte.[6]
- 6 de junio de 1663 (Kanbun 3, primer día del quinto mes): un terremoto golpeó en la provincia de Ōmi.
- 1665 (Kanbun 5, 6º mes): Se establecieron tribunales de investigación en todas las aldeas del imperio. Estos tribunales fueron acusados de descubrir la fe de los habitantes, y su propósito expreso era descubrir y erradicar todos los restos del cristianismo y los creyentes cristianos en Japón.
- 1668 (Kanbun 8, primer día del segundo mes): se produjo un gran incendio en Edo, una conflagración que duró 45 días. El desastroso incendio fue atribuido a incendio provocado. Los residentes de Edo y los historiadores posteriores del período también llamaron a esto el incendio del octavo año de Kanbun.[7]
- 1669 (Kanbun 9): una rebelión ainu, la rebelión de Shakushain (1669-1672), estalla en Hokkaido contra el clan Matsumae.
- 1670 (Kanbun 10): los japoneses descubren las islas Bonin (islas Ogasawara) cuando una tormenta desvía un barco con destino a Edo desde Kyūshū.[8]